# イノセントデイズ (Sexy Zoneの曲)
「イノセントデイズ」は、ポニーキャニオンから2018年6月6日に発売されたSexy Zoneの15作目のシングル。

## 概要
- 前作「ぎゅっと」から約8ヶ月ぶりのシングルとなる。

- 初回限定盤A・B、通常盤の3種類での発売となり、それぞれ収録曲・ジャケット写真ともに異なる[3]。

- 表題曲は、メンバーの佐藤勝利が出演している日本テレビ系『Missデビル 人事の悪魔・椿眞子』の挿入歌となっており、グループの楽曲がゴールデンプライム帯のドラマタイアップに起用されるのは、今作が初めてとなった。また、Music Clipはグループ史上初の「映画形式」の構成である。

## 収録曲

### CD

#### 通常盤
1. イノセントデイズ [4:22]
作詞：Ms.Mimosa、作曲：Ms.Mimosa/Francnote/TAK、編曲：石塚知生
  - 佐藤勝利出演 日本テレビ系ドラマ「Missデビル 人事の悪魔・椿眞子」挿入歌
2. UNSTOPPABLE [3:45]
作詞：MiNE、作曲：Susumu Kawaguchi/MiNE/Atsushi Shimada、編曲：Atsushi Shimada
3. 星の雨 [6:18]
作詞：MiNE、作曲：Susumu Kawaguchi/MiNE/Shu Kanematsu、編曲：Shu Kanematsu
4. イノセントデイズ -Inst.-
5. UNSTOPPABLE -Inst.-
6. 星の雨 -Inst.-

#### 初回限定盤A
1. イノセントデイズ
2. ベイビーロマンチカ [4:30]
作詞：KE1、作曲：Susumu Kawaguchi/Maria Marcus/佐原康太、編曲：鈴木Daichi秀行
3. ベイビーロマンチカ -Inst.-

#### 初回限定盤B
1. イノセントデイズ
2. Twilight Sunset [5:22]
作詞・作曲：たなかまゆ、編曲：岡田ピロー
3. Twilight Sunset -Inst.-

### DVD

#### 初回限定盤A
1. 「イノセントデイズ」Music Clip
2. 「イノセントデイズ」ショートムービー撮影シーン集
3. Making of「イノセントデイズ」Music Clip

#### 初回限定盤B
1. イノセントな心で謎を解け!Sexy Zone質問王 ～最もSexy Innocentな男は誰だ!?～
2. Making of「イノセントデイズ」Jacket Shooting